# Francesco Crispi
«Франческо Кріспі» (італ. Francesco Crispi) - ескадрений міноносець типу «Квінтіно Селла» ВМС Італії 1920-х років.

## Історія створення
Ескадрений міноносець «Франческо Кріспі» був закладений 21 лютого 1923 року на верфі «Cantiere Pattison» у Неаполі. Спущений на воду 12 вересня 1925 року, вступив у стрій 29 квітня 1927 року.
Свою назву отримав на честь італійського юриста та політика, одного з лідерів Рісорджименто та двічі прем'єр-міністра Італії Франческо Кріспі.

## Історія служби

### У складі ВМС Італії
У 1928 році «Франческо Кріспі» сів на мілину поблизу острова Мелорія в Лігурійському морі, внаслідок чого зазнав пошкоджень.
Після вступу Італії у Другу світову війну «Франческо Кріспі» разом з однотипним «Квінтіно Селла» складав IV ескадру есмінців, яка базувалась на Родосі.
Будучи одним з найстаріших кораблів у складі флоту, «Франческо Кріспі» в основному діяв в Егейському морі, і залучався до супроводу конвоїв та протичовнового патрулювання.
На початку 1941 року корабель був модернізований: на ньому було розміщене обладнання для транспортування та запуску «вибухових катерів».
У січні та лютому «Франческо Кріспі» і «Квінтіно Селла» двічі спробували атакувати вибуховими катерами бухту Суда, але обидва рази змушені були повернути назад через загрозу з боку ворожих кораблів.
25 лютого, після окупації британцями острова Кастелорізо «Франческо Кріспі» і «Квінтіно Селла», а також міноносці «Лупо» та «Лінчо» висадили на острові 240 солдатів, які зуміли повернути його під італійський контроль.
25 березня «Франческо Кріспі» і «Квінтіно Селла» утретє атакували бухту Суда. На цей раз їм вдалось досягнути успіху - атакою 6 вибухових катерів був напівзатоплений важкий крейсер «Йорк» і танкер «Періклз», але при цьому 6 пілотів човнів потрапили у полон.
27 травня «Франческо Кріспі» з міноносцями «Лупо» та «Лінчо» і двома торпедними катерами MAS супроводжував конвой, який доставив на Крит 2500 солдатів, 13 танків та інше військове спорядження
Під час супроводу конвою в Егейському морі 27 листопада 1942 року був атакований ворожою авіацією та пошкоджений внаслідок влучання бомби.

### У складі Крігсмаріне
В момент капітуляції Італії «Франческо Кріспі» перебував у Піреї, де був захоплений німцями і перейменований на «ТА 15». На кораблі було посилене зенітне озброєння.
8 березня 1944 року корабель, який перебував на північ від Криту, був атакований британськими літаками, уражений влучанням бомби-ракети, і затонув.
Корабель був піднятий, але 12 жовтня того ж року, коли він перебував у Піреї, знову був атакований британською авіацією і потоплений.